# Mazzarrone
Mazzarrone là một đô thị ở tỉnh Catania trong vùng Sicilia, có khoảng cách khoảng 160 km về phía đông nam của Palermo và cách khoảng 70 km về phía tây nam của Catania. Tại thời điểm ngày 31 tháng 12 năm 2004, đô thị này có dân số 3.727 người và diện tích là 33,5 km².
Đô thị Mazzarrone có các frazioni (các đơn vị cấp dưới, chủ yếu là các làng) Leva và Grassura.
Mazzarrone giáp các đô thị: Acate, Caltagirone, Chiaramonte Gulfi, Licodia Eubea.